# Chenopodium humiliforme
Chenopodium humiliforme là loài thực vật có hoa thuộc họ Dền. Loài này được (Murr) F.Dvorák mô tả khoa học đầu tiên năm 1986.